# Elecciones autonómicas de España de 2011

Mapa con el partido que ostenta la presidencia de cada autonomía pasadas las elecciones.

El domingo 22 de mayo de 2011, trece de las diecisiete comunidades autónomas españolas celebraron elecciones autonómicas. De acuerdo con la Ley Orgánica del Régimen Electoral General (LOREG), el 29 de marzo se publicaron los Decretos que convocaron las elecciones a las Cortes de Aragón, a la Junta General del Principado de Asturias, al Parlamento de las Islas Baleares, al Parlamento de Canarias, al Parlamento de Cantabria, a las Cortes de Castilla-La Mancha, a las Cortes de Castilla y León, a la Asamblea de Extremadura, a la Asamblea de Madrid, a la Asamblea Regional de Murcia, al Parlamento de Navarra, al Parlamento de La Rioja y a las Cortes Valencianas.
Solo Andalucía, Cataluña, Galicia y el País Vasco no celebraron elecciones a sus parlamentos autonómicos este año. Esto se debe a que estas comunidades ya celebraron elecciones en marzo de 2008 (Andalucía), marzo de 2009 (Galicia y País Vasco) y noviembre de 2010 (Cataluña) y aún no habían agotado los cuatro años de sus respectivas legislaturas.
Por otra parte, también el 22 de mayo, se celebraron elecciones a los ayuntamientos de los más de ocho mil municipios que existen en el país (elecciones municipales); a las asambleas de Ceuta y Melilla; a las Juntas Generales del País Vasco; a los Cabildos Insulares canarios; a los Consejos Insulares de Baleares; al Consejo General de Arán; y a los concejos de Navarra.

## Presidentes autonómicos

### Comunidades autónomas
| Comunidad Autónoma   | Presidente saliente       | Partido | Partido | Presidente electo         | Partido | Partido       |  |
| -------------------- | ------------------------- | ------- | ------- | ------------------------- | ------- | ------------- |  |
| Aragón               | Marcelino Iglesias Ricou  |         | PSOE    | Luisa Fernanda Rudi       |         | PP            |  |
| Asturias             | Vicente Álvarez Areces    |         | PSOE    | Francisco Álvarez Cascos  |         | Foro Asturias |  |
| Islas Baleares       | Francesc Antich           |         | PSOE    | José Ramón Bauzá          |         | PP            |  |
| Canarias             | Paulino Rivero            |         | CC      | Fernando Clavijo          |         | CC            |  |
| Cantabria            | Miguel Ángel Revilla      |         | PRC     | Juan Ignacio Diego        |         | PP            |  |
| Castilla y León      | Juan Vicente Herrera      |         | PP      | Juan Vicente Herrera      |         | PP            |  |
| Castilla-La Mancha   | José María Barreda        |         | PSOE    | María Dolores de Cospedal |         | PP            |  |
| Comunidad de Madrid  | Esperanza Aguirre         |         | PP      | Esperanza Aguirre         |         | PP            |  |
| Comunidad Valenciana | Francisco Camps           |         | PP      | Francisco Camps           |         | PP            |  |
| Extremadura          | Guillermo Fernández       |         | PSOE    | José Antonio Monago       |         | PP            |  |
| La Rioja             | Pedro María Sanz          |         | PP      | Pedro María Sanz          |         | PP            |  |
| Navarra              | Miguel Sanz               |         | UPN     | Yolanda Barcina           |         | UPN           |  |
| Región de Murcia     | Ramón Luis Valcárcel Siso |         | PP      | Ramón Luis Valcárcel Siso |         | PP            |  |

### Ciudades autónomas
| Ciudad autónoma | Presidente saliente | Partido | Partido | Presidente electo | Partido | Partido |
| --------------- | ------------------- | ------- | ------- | ----------------- | ------- | ------- |
| Ceuta           | Juan Jesús Vivas    |         | PP      | Juan Jesús Vivas  |         | PP      |
| Melilla         | Juan José Imbroda   |         | PP      | Juan José Imbroda |         | PP      |

## Campaña electoral

### Tabla de candidatos
En esta tabla se muestran los candidatos a la presidencia de las comunidades autónomas, ordenados según los resultados obtenidos; e incluyendo también los de aquellas formaciones políticas que hubieran perdido la representación parlamentaria con la que contaban en la anterior legislatura (Bloque por Asturies en Asturias; CxI, EUIB y ExC en Baleares; y CDN en Navarra):
| Comunidad autónoma y presidente en la anterior legislatura                   | Candidatos y partidos representados en la anterior legislatura | Observaciones |
| ---------------------------------------------------------------------------- | --- | --- |
| Aragón Marcelino Iglesias Ricou (PSOE) Artículo principal                    | - PP: Luisa Fernanda Rudi Úbeda - PSOE: María Eva Almunia Badía - PAR: José Ángel Biel Rivera - CHA: María Nieves Ibeas Vuelta - IUA: Adolfo Barrena Salces                                                                                     | - Otras candidaturas: FIA, ECOLO, pCUA, PFyV, PH, CDL, COMPROMISO CON ARAGÓN, L'VIA, PACMA, TA, UCE y UPyD. |
| Asturias Vicente Álvarez Areces (PSOE) Artículo principal                    | - FAC: Francisco Álvarez-Cascos - PSOE: Javier Fernández Fernández - PP: María Isabel Pérez-Espinosa González-Lobón - IU-LV: Jesús Enrique Iglesias Fernández - Bloque por Asturies-UNA: Rafael Abelardo Palacios García                        | - Izquierda Unida-Los Verdes y Bloque por Asturies se habían presentado a las elecciones de 2007 en la candidatura conjunta denominada entonces IU-BA-LV - Otras candidaturas: URAS-PAS, DN, ALS, CONCEYU ABIERTU, FDLI, FrN-MSR, IDEAS, LV-GV, PACMA, PCPE, PDYC, UCE y UPyD. |
| Baleares Francesc Antich i Oliver (PSOE) Artículo principal                  | - PP: José Ramón Bauzá Díaz - PSOE: Francesc Antich Oliver - PSM-IV-ExM: Gabriel Barceló Milta - PSOE-PACTE: Xico Tarrés - GxF+PSOE: Jaume Ferrer Ribas - CxI: Josep Melià Ques - EUIB: Manel Carmona Casilda - ExC: Miquel Ramon Juan          | - En las elecciones de 2007 PSM-EN, EUIB, EV y ERC concurrieron juntos en la coalición Bloc per Mallorca en Mallorca. - En Mallorca el PSM-EN concurrirá en esta ocasión en coalición con Iniciativa Verds (partido creado en 2010 por la unión de Els Verds de Mallorca e Iniciativa d'Esquerres, escisión está última de EUIB) y Entesa per Mallorca. - EUIB se presenta en esta ocasión en solitario. - Eivissa pel Canvi, integrada por EUIB, EV, ENE, ERC e independientes en 2007, se presenta esta vez como coalición únicamente de EUIB, EV e independientes, presentándose ERC dentro de PSOE-Pacte per Eivissa y ENE en solitario. - En Ibiza PSOE, ERC, GxE e independientes concurrirán en coalición como PSOE-Pacte per Eivissa. - UM se presenta refundada en Convergència per les Illes. - Otras candidaturas: ASI, EM-EU, CenB, TD, PIIB, CCD, Cs, Dissidents, ENE, Esquerra Republicana, ESOS, EVMe, IB-LLIGA, MSR, NOV-A, PACMA/ZAAAA, PFyV, PRB+i, PREF, PLIE, UCE, UMe, UPCM y UPyD. |
| Canarias Paulino Rivero Baute (CC) Artículo principal                        | - CC-PNC-CCN: Paulino Rivero Baute - PP: José Manuel Soria López - PSOE: José Miguel Pérez García - NCa: Román Rodríguez - AHI: José Javier Morales Febles                                                                                      | - Otras candidaturas: VERDES, CGCa, IUC, ANC, Unidad del Pueblo, PCPC, PH, MUPC, DN, ACSSP, CDL, CSDC, MP, PACMA, PPMAJO, PSyEP, PUM+J, SCC, UCE y UPyD. |
| Cantabria Miguel Ángel Revilla Roiz (PRC) Artículo principal                 | - PP: Juan Ignacio Diego Palacios - PRC: Miguel Ángel Revilla Roiz - PSOE: María Dolores Gorostiaga Saiz | - Otras candidaturas: IU-IA, PCPE, CDL, AMD, FN, SAIn y UPyD. |
| Castilla-La Mancha José María Barreda Fontes (PSOE) Artículo principal       | - PP: María Dolores de Cospedal García - PSOE: José María Barreda Fontes | - Otras candidaturas: IU, ECOLO, PCAS, UdCa, CCD, CenB, LV-GV, PACMA, UCIT y UPyD. |
| Castilla y León Juan Vicente Herrera Campo (PP) Artículo principal           | - PP: Juan Vicente Herrera Campo - PSOE: Óscar López Águeda - IUCyL José María González - UPL: Alejandro Valderas Alonso | - Otras candidaturas: Pcal-CI, PCAL, VERDES, PAL-UL, IDES, ADEIZA-UPZ, PREPAL, DN, PB, CiBu, FE de las JONS, PCPE, PRB, URCL, UPL, PH, CenB, Civiqus, IMC, IxSA, LV-GV, MASS, PACMA, PCPE, PFyV, SAIn, Segovia de Izquierdas, SI, UCE y UPyD. |
| Ceuta Juan Jesús Vivas Lara (PP) Artículo principal                          | - PP: Juan Jesús Vivas Lara - Caballas: Mohamed Mohamed Alí - PSOE: José Antonio Carracao Meléndez | - De las formaciones que integran Coalición Caballas, Unión Demócrata Ceutí se había presentado a las elecciones de 2007 junto con Izquierda Unida, y el Partido Socialista del Pueblo de Ceuta en solitario sin obtener representación. - Izquierda Unida debido a problemas internos no se presenta a las elecciones. - Otras candidaturas: PDSC, LV-GVC, FE y UPyD. |
| Comunidad Valenciana Francisco Camps Ortiz (PP) Artículo principal           | - PP: Francisco Enrique Camps Ortiz - PSOE: Jorge Alarte Gorbe - Coalició Compromís: Enric Morera Català - EUPV: Marga Sanz Alonso | - De las formaciones que integran Coalició Compromís, el Bloc Nacionalista Valencià y Els Verds - Esquerra Ecologista del País Valencià se habían presentado a las elecciones de 2007 junto con EUPV en la candidatura denominada entonces Compromís pel País Valencià; Iniciativa del Poble Valencià, nueva formación escindida de EUPV en 2007, también forma parte de Coalició Compromís. - EUPV se presenta en solitario en esta ocasión. - Otras candidaturas: VERDS, CVa, ERPV, E2000, PCPE, UxV, FA, PH, MUP-R, CLR, FE de las JONS, CDL, DN, CenB, ENV-RVPVE, La República, PACMA, Pdex, PFyV, SPES, UCE y UPyD. |
| Extremadura Guillermo Fernández Vara (PSOE-Regionalistas) Artículo principal | - PP-EU: José Antonio Monago Terraza - PSOE-Regionalistas: Guillermo Fernández Vara - IU-V-SIEX: Pedro Escobar | - Otras candidaturas: IPEX, ECOLO-LV, UPEX, PCPE, CenB, CEX, PUM+J y UPyD. |
| La Rioja Pedro Sanz Alonso (PP) Artículo principal                           | - PP: Pedro María Sanz Alonso - PSOE: Francisco Martínez-Aldama Sáenz - PR: Miguel María González de Legarra | - Otras candidaturas: IU, ECOLO-Verdes, PACMA, PCPE, PUM+J y UPyD. |
| Madrid Esperanza Aguirre Gil de Biedma (PP) Artículo principal               | - PP: Esperanza Aguirre Gil de Biedma - PSOE: Tomás Gómez Franco - IU-LV: Gregorio Gordo Pradel - UPyD: Luis de Velasco Rami | - Otras candidaturas: PACMA, AES, PUM+J, PCPE, DN, FE, PCAS, PH, ULEG, CDL, CENB, Cs, CYD, ECOLO y SAIn. |
| Melilla Juan José Imbroda Ortiz (PP) Artículo principal                      | - PP: Juan José Imbroda Ortiz - CpM: Mustafa Hamed Moh Mohamed - PSOE: Dionisio Muñoz Pérez - PPL: Ignacio Velázquez Rivera | - Otras candidaturas: AES, FE, PDM, PMV y UPyD. |
| Murcia Ramón Luis Valcárcel Siso (PP) Artículo principal                     | - PP: Ramón Luis Valcárcel Siso - PSOE: María Begoña García Retegui - IUV-RM: José Antonio Pujante Diekmann | - Otras candidaturas: CDL, DN, CCSE, CDUR, CYD, FE, LV-ECOLO, NOSTRADAMUS, PEE, PRCRM, PRDE, UCE y UPyD. |
| Navarra Miguel Sanz Sesma (UPN) Artículo principal                           | - UPN: Yolanda Barcina Angulo - PSN-PSOE: Roberto Jiménez Alli - NaBai 2011: Patxi Zabaleta Zabaleta - Bildu: Maiorga Ramírez Erro - PPN: Santiago Cervera Soto - Izquierda-Ezkerra: José Miguel Nuin Moreno - CDN: José Andrés Burguete Torres | - En las anteriores elecciones Unión del Pueblo Navarro representó al Partido Popular de Navarra, ahora se presentan por separado. - Nafarroa Bai 2011 es una coalición electoral integrada por Aralar, Partido Nacionalista Vasco e independientes, que en anteriores elecciones se presentaron en Nafarroa Bai, una coalición más amplia. - Eusko Alkartasuna en las anteriores elecciones formó parte de la candidatura conjunta de Nafarroa Bai; en esta ocasión se presenta en la coalición Bildu con la plataforma ciudadana Herritarron Garaia. - De las formaciones que integran Izquierda-Ezkerra, Izquierda Unida de Navarra se había presentado a las elecciones de 2007 en solitario y Batzarre en la candidatura conjunta de Nafarroa Bai. - Otras candidaturas: RCN-NOK, DNE, IxN, PP, SAIn, UPyD y Verdes de Navarra. |